# Erik von Friesen
Erik Ossian von Friesen, född 13 januari 1875 i Forsmarks församling, Stockholms län, död 3 oktober 1946, var en svensk ingenjör.
Erik von Friesen, som var son till kyrkoherde Adolf Ossian von Friesen och Sophie-Louise Grape avlade avgångsexamen vid Kungliga Tekniska högskolan 1897. Han anställdes vid Statens Järnvägar som elev 1896, blev ritare 1899, byråingenjör 1908, byrådirektör vid maskinbyrån 1912, byråchef 1915, distriktschef 1921, blev verkställande direktör för Ostkustbanan AB, Uppsala–Gävle Järnvägs AB och Trafikförbundet Uppsala–Norrland 1929 och var åter distriktschef vid Statens Järnvägar i Malmö 1936–1940.